# كارلتون ستيفنز كون
كارلتون ستيفنز كون (23 يونيو 1904 - 3 يونيو 1981)، هو عالم أنثروبولوجيا أمريكي، وعمل أستاذ علم الإنسان الحيوي بجامعة بنسلفانيا، ومحاضر وأستاذ بجامعة هارفارد، ورئيس الجمعية الأمريكية لعلماء الأنثروبولوجيا الفيزيائية(بالإنجليزية). وكان أستاذا لـدايفيد مونتكمري هارت في الخمسينات من القرن العشرين وشجعه على دراسة منطقة الريف-شمال المغرب.
كارلتون ستيفنز بدأ مغامراته أثناء حرب الريف شمال المغرب سنة 1924، فكر في الانضمام إلى المقاومة، عاد إلى الريف كعميل في الحرب العالمية الثانية لتحريض السكان ضد الجنرال فرانكو. أجرى عمله الميداني في منطقة الريف عام 1925 ، عمله قاده إلى انجاز اطروحة الدكتوراه من جامعة هارفارد تحت عنوان (قبائل الريف)

## من مؤلفاته
علم:
- أصل الأجناس (1962)
- قصة الإنسان (1954)
- أجناس أوروبا (1939)
- كارافان: قصة الشرق الأوسط (1958)
- الأجناس: دراسة لمشكلات تكوين العرق في الإنسان

الشعوب الصيد
- الأنثروبولوجيا من الألف إلى الياء (1963)
- الأجناس الحية للإنسان (1965)
- الكهوف السبعة: استكشاف أثري في الشرق الأوسط
- جبال العمالقة: دراسة عنصرية وثقافية لجبال جبال الألب الألبانية الشمالية
- تقرير كهف Yengema (عمله في سيراليون)
- التكيفات العرقية (1982)

الخيال والمذكرات:
- لحم الثور البري (1932)
- The Riffian الريف شمال المغرب (1933)
- قصة شمال إفريقيا: قصة عالم الأنثروبولوجيا كعامل OSS (1980)

قياس إثيوبيا
- مغامرات واكتشافات: السيرة الذاتية لكارلتون إس. كون (1981)

## روابط خارجية
- كارلتون ستيفنز كون على موقع الموسوعة البريطانية (الإنجليزية)